# Несс, Петтер
Петтер Несс (норв. Petter Næss, род. 14 марта 1960) — норвежский актёр и режиссёр.

## Биография
Петтер Несс родился 14 марта 1960 года в Осло.
Начинал карьеру помощником реквизитора в фильме режиссёра Кнута Бовима «Последний переворот банды Ольсена» (1982), был реквизитором, актёром, режиссёром ревю и драматических спектаклей. С 1997 года режиссёр Нового театра Осло.
В 1999 году дебютировал в кино с комедией «Полное похмелье», удостоенной национальной кинопремии «Аманда» за главную мужскую и женскую роли. Наиболее известен двумя лентами трилогии об Эллинге, основанной на популярных книгах Ингвара Амбьёрсена. Первый фильм трилогии номинировался на «Оскар» в категории Лучший иностранный фильм и был удостоен наград на нескольких международных фестивалях.

## Фильмография

### Режиссёр
- 1999 — Полное похмелье / Absolutt blåmandag
- 2001 — Эллинг / Elling
- 2004 — Муравьи под юбкой Bare Bea
- 2005 — Эллинг 3 (Полюби меня завтра) / Elsk meg i morgen
- 2005 — Моцарт и кит (Без ума от любви) / Mozart and the Whale
- 2007 — Во власти женщины / Tatt av kvinnen
- 2007 — Leaps and Bounds / Hoppet
- 2010 — Семейство норичниковые (Бесстыдство) Maskeblomstfamilien (Shameless)
- 2012 — В белом плену / Into the white

### Актёр
- 1990 — Døden på Oslo
- 1991 — RC II (короткометражный)
- 1995 — Farlig farvann — Холмсен
- 1998 — Операция попкорн / Operasjon popcorn
- 2008 — Макс Манус / Max Manus: Man of War — Мартин Линге